# Brian Quinnett
Brian Ralph Quinnett (Pullman, 30 maggio 1966) è un ex cestista statunitense, professionista nella NBA e in Spagna.

## Carriera
È stato selezionato dai New York Knicks al secondo giro del Draft NBA 1989 (50ª scelta assoluta).

## Statistiche

### College
| Anno      | Squadra           | PG  | PT | MP   | TC%  | 3P%  | TL%  | RP  | AP  | PRP | SP  | PP   |
| --------- | ----------------- | --- | -- | ---- | ---- | ---- | ---- | --- | --- | --- | --- | ---- |
| 1984-1985 | Wash. St. Cougars | 24  | 2  | 21,5 | 47,4 | -    | 76,2 | 3,2 | 0,8 | 0,5 | 0,2 | 5,9  |
| 1985-1986 | Wash. St. Cougars | 31  | 19 | 26,3 | 48,8 | -    | 59,2 | 4,5 | 1,4 | 0,5 | 0,3 | 8,8  |
| 1986-1987 | Wash. St. Cougars | 28  | 28 | 33,7 | 49,9 | 39,4 | 70,7 | 5,2 | 1,9 | 0,4 | 0,5 | 16,5 |
| 1987-1988 | Wash. St. Cougars | 1   | 1  | 29,0 | 37,5 | 0,0  | 75,0 | 8,0 | 1,0 | 4,0 | 0,0 | 15,0 |
| 1988-1989 | Wash. St. Cougars | 28  | 27 | 32,8 | 48,1 | 36,4 | 72,4 | 5,9 | 1,3 | 0,9 | 0,5 | 18,4 |
| Carriera  | Carriera          | 112 | 77 | 28,8 | 48,6 | 38,0 | 69,7 | 4,8 | 1,4 | 0,6 | 0,4 | 12,6 |

### NBA

#### Regular Season
| Anno      | Squadra          | PG  | PT | MP   | TC%  | 3P%  | TL%  | RP  | AP  | PRP | SP  | PP  |
| --------- | ---------------- | --- | -- | ---- | ---- | ---- | ---- | --- | --- | --- | --- | --- |
| 1989-1990 | N.Y. Knicks      | 31  | 0  | 6,2  | 32,8 | 0,0  | 66,7 | 0,9 | 0,4 | 0,1 | 0,1 | 1,3 |
| 1990-1991 | N.Y. Knicks      | 68  | 5  | 14,9 | 45,9 | 34,9 | 72,2 | 2,1 | 0,8 | 0,3 | 0,2 | 4,7 |
| 1991-1992 | N.Y. Knicks      | 24  | 0  | 7,9  | 38,4 | 38,5 | 57,1 | 1,0 | 0,3 | 0,3 | 0,3 | 3,1 |
| 1991-1992 | Dallas Mavericks | 15  | 0  | 9,1  | 29,4 | 20,0 | 66,7 | 1,8 | 0,3 | 0,6 | 0,1 | 2,7 |
| Carriera  | Carriera         | 138 | 5  | 11,1 | 41,4 | 32,6 | 67,7 | 1,6 | 0,6 | 0,3 | 0,2 | 3,4 |

#### Playoffs
| Anno     | Squadra     | PG | PT | MP   | TC%  | 3P%  | TL% | RP  | AP  | PRP | SP  | PP  |
| -------- | ----------- | -- | -- | ---- | ---- | ---- | --- | --- | --- | --- | --- | --- |
| 1990     | N.Y. Knicks | 3  | 0  | 5,3  | 50,0 | 100  | -   | 2,7 | 0,7 | 0,0 | 0,0 | 1,7 |
| 1991     | N.Y. Knicks | 3  | 0  | 12,0 | 50,0 | 33,3 | -   | 0,3 | 1,0 | 0,3 | 0,0 | 3,0 |
| Carriera | Carriera    | 6  | 0  | 8,7  | 50,0 | 50,0 | -   | 1,5 | 0,8 | 0,2 | 0,0 | 2,3 |